# Glauco (figlio di Poseidone)
Glauco (in greco antico: Γλαῦκος?, Glàukos) è un personaggio della mitologia greca. Fu un pescatore divenuto divinità.
Nella mitologia e religione greca, questo personaggio ebbe molta rilevanza e fu protagonista di molte leggende in parte giunte fino a noi ed altre che furono raccontate in opere oggi perdute, ma che comunque possiamo conoscere grazie alle numerose citazioni esistenti ne i Deipnosofisti di Ateneo di Naucrati.

## Genealogia
Figlio di Poseidone
e della ninfa Naide o di Nereo o di Copeo o di Polibo ed Eubea o di Antedone ed Alcione.
Virgilio gli attribuisce come figlia la sibilla Cumana Deifoba.

## Mitologia
Le leggende di Glauco furono trattate da autori greci e furono riprese ed ampliate dagli autori romani.

### Il pescatore e la divinazione
Glauco nacque come mortale e visse come pescatore nella città di Antedone e un giorno osservò che alcuni dei suoi pesci pescati, dopo aver mangiato una certa erba, ritornavano a vivere e così decise di assaggiarla.
L'erba lo rese immortale, ma gli mutò i piedi in pinne ed ebbe la coda di pesce al posto delle gambe, così fu costretto a rimanere per sempre nel mare. Glauco inizialmente fu sconvolto da questa metamorfosi, ma Oceano e Teti lo accolsero tra le divinità del mare e gli insegnarono l'arte della profezia.
Tzetzes aggiunse alla leggenda il fatto che Glauco divenne immortale ma non immune all'invecchiamento.
Ateneo di Naucrati riporta due varianti della leggenda. In una, Glauco scoprì ed assaggiò l'erba dopo aver catturato una lepre sul monte Oreia e, ritrovatosi in uno stato di follia, fu fatto precipitare da Zeus nel mare in tempesta.

Nell'altra fu lui ad essere il costruttore e timoniere della nave Argo (quando in genere questo ruolo è attribuito ad Argo di Tespi) e, durante una battaglia navale tra Argonauti ed Etruschi, cadde in mare per volontà di Zeus divenendo una divinità.

### L'erba
Alessandro Etolo, citato da Ateneo di Naucrati, riferì che l'erba magica cresceva sull'isola di Thrinacia (probabilmente la Sicilia) che era sacra ad Elio ed era usata come rimedio contro l'affaticamento dei cavalli del dio sole. Escrione di Samo scrisse che fosse il dente di cane e si credeva che fosse stato seminato da Crono.

### Gli amori di Glauco

#### Scilla e Circe

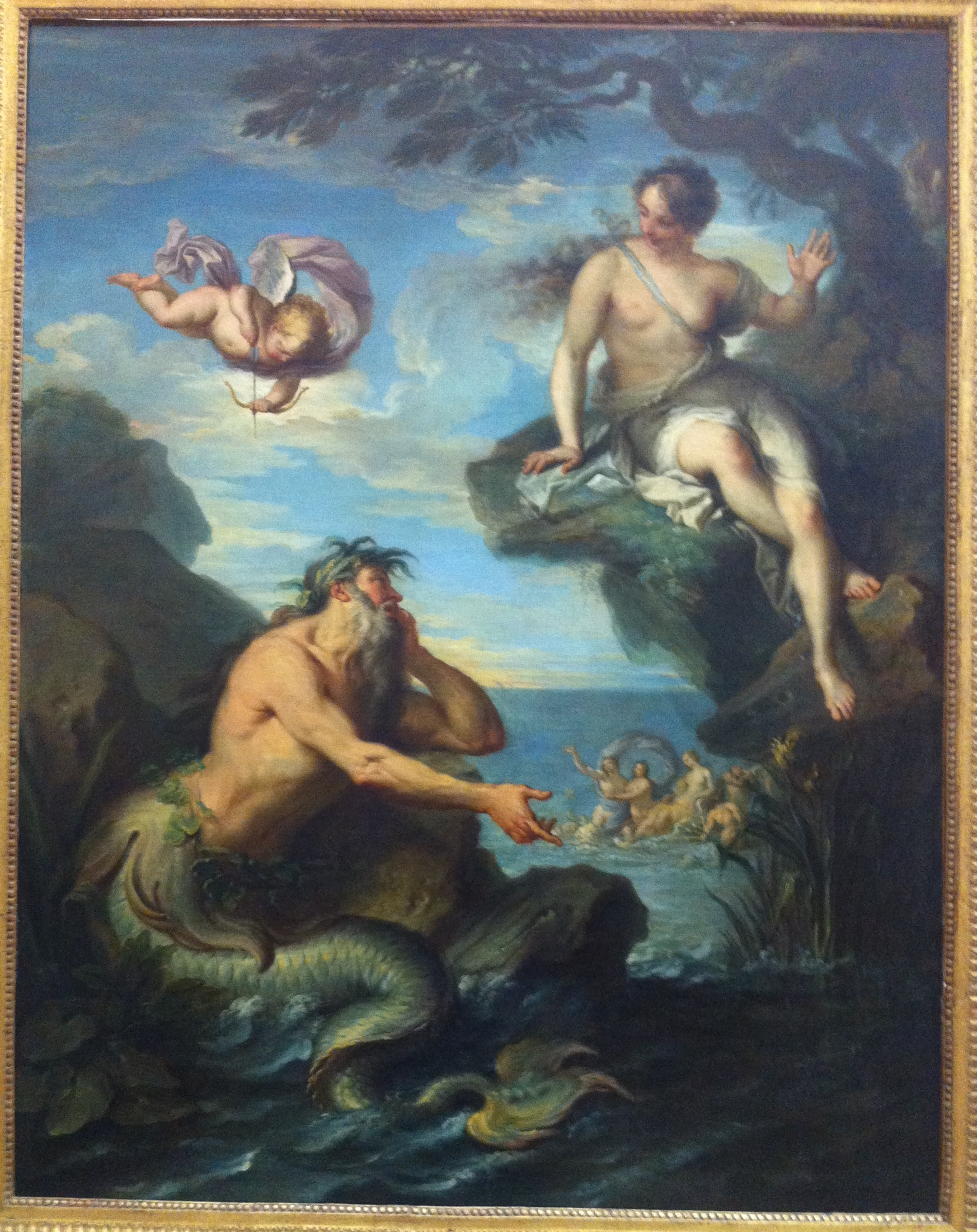
Glauco e Scilla di Bartholomeus Spranger c.1581

Igino racconta che Glauco s'innamorò di Scilla (in origine una bellissima ninfa) e che Circe gelosa (poiché era a sua volta innamorata di Glauco), versò una pozione malefica nell'acqua del mare dove Scilla si era immersa per trasformarla in un mostro marino.
Nella versione di Ovidio, Scilla rifiutò le sue avances e quando Glauco si rivolse a Circe per avere un filtro d'amore, lei, comunque gelosa, versò la pozione malefica nel tratto di mare dove Scilla era solita fare il bagno.

#### Arianna, Syme ed altri
Ateneo di Naucrati scrive dell'esistenza di due opere (scritte da Evante e Teolito di Metimna), dove Glauco ed Arianna ebbero una relazione avvenuta dopo che lei fu abbandonata da Teseo sull'isola di Nasso. Glauco fu inoltre combattuto e vinto da Dioniso che dapprima lo legò, ma dopo aver conosciuto il suo nome e la sua origine lo liberò.
In altre testimonianze, Ateneo di Naucrati cita Mnaseas che scrisse di Glauco che rapì Syme in un viaggio di ritorno dall'Asia e che fece in modo che l'isola di Syme prendesse il suo nome. 

Secondo Eschrione di Samo, Glauco era l'amante della semi-storica Hydne.
Glauco avrebbe avuto anche degli amori maschili poiché nell'opera Europia, Nicandro citò Nereo, mentre Edilo scrisse che fu per amore di Melicerte che Glauco si gettò in mare.

Secondo Nicanor invece, Glauco ed il deificato Melicerte erano la stessa persona.

### Apparizioni e profezie
Ateneo, riferendosi alla Costituzione di Delos di Aristotele (opera oggi perduta), riferì che Glauco si stabilì a Delos insieme alle Nereidi ed avrebbe dato profezie a chiunque le avesse richieste. Cita anche (questa volta con riferimento a Nicandro), che si credeva che Apollo avesse imparato l'arte della profezia da Glauco.
Nell'Oreste di Euripide Glauco apparve a Menelao per rivelargli l'uccisione del fratello Agamennone per mano di Clitennestra.

#### Con gli Argonauti
Diodoro Siculo e Filostrato il Vecchio, raccontano di un suo incontro con gli Argonauti che sorpresi da una tempesta ricevettero dapprima l'aiuto di Orfeo che, pregando per l'intervento dei Cabiri, ottenne che il vento cessasse e che Glauco apparisse per seguire la loro nave (Argo) e profetizzare ad Eracle ed ai Dioscuri il futuro delle loro avventure. 

Glauco parlò anche a tutti gli altri membri dell'equipaggio istruendoli a pregare ancora i Cabiri e ricordandogli di essere apparso grazie alla preghiera di Orfeo.
Apollonio Rodio racconta che l'apparizione di Glauco avvenne durante la lite tra Telamone e Giasone (avvenuta a causa dell'abbandono di Eracle e Polifemo sulla costa della Bitinia) per riconciliarli e per informarli che Eracle doveva ritornare alla corte di Euristeo per completare le dodici fatiche mentre Polifemo doveva trovare la città di Cio, il luogo dove Ila fu rapito dalle ninfe (Ilas, si era perso in Bitinia ed in seguito sposò una ninfa).

## Letteratura ed arte

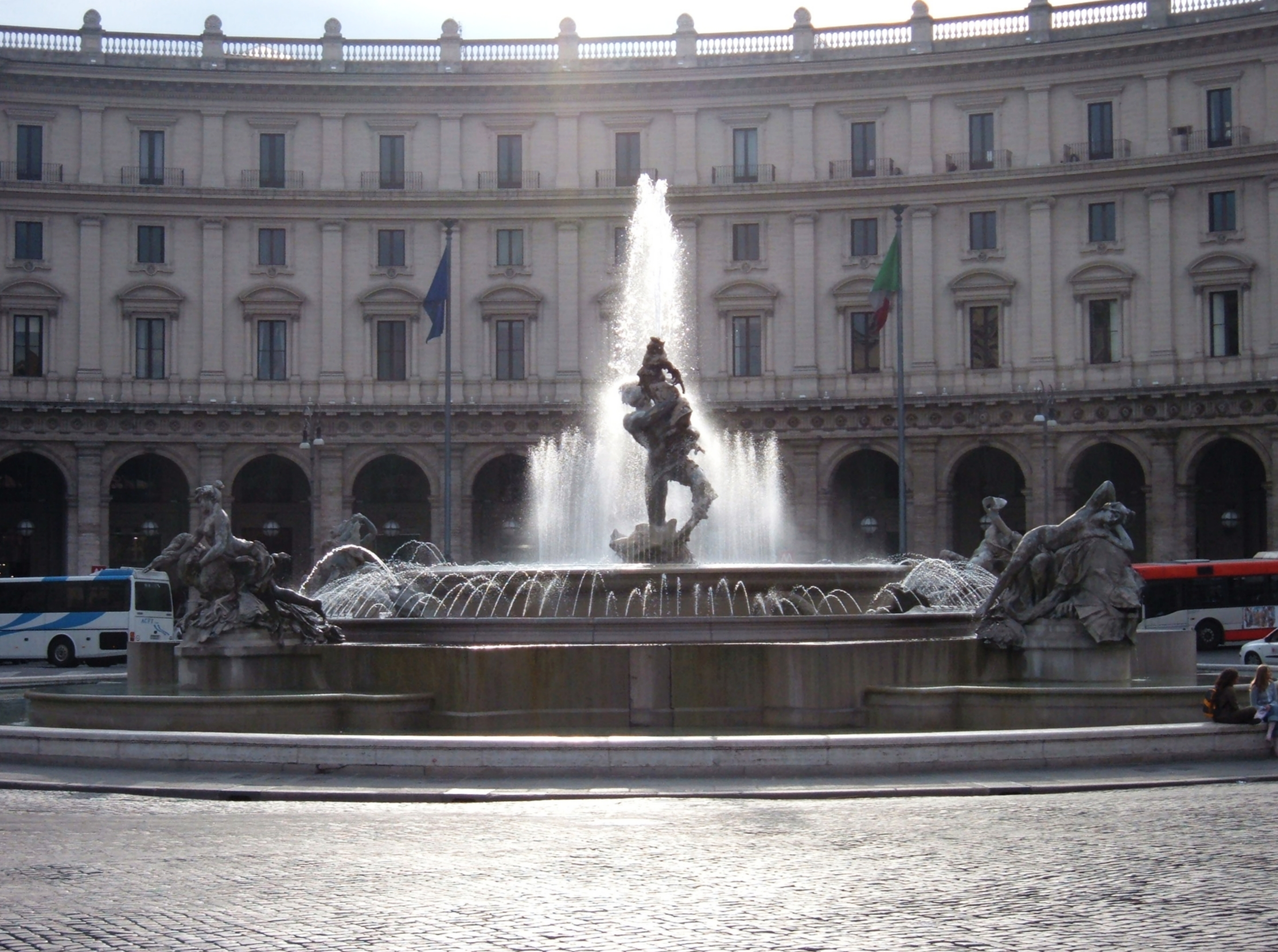
Glauco posto al centro della fontana delle Naiadi

Jean-Jacques Rousseau nel Discorso sull'origine e i fondamenti della diseguaglianza tra gli uomini parla della statua di Glauco che, stando sotto il mare, si è riempita di incrostazioni fino a farlo assomigliare più a una belva mostruosa che a un dio. Questo esempio serve da metafora per l'uomo moderno il quale (come l'immagine di colui che è diventato un dio per mezzo di un'erba magica ma appare più simile a una bestia) evolvendosi nelle scienze e nelle arti, ha creduto di elevarsi ma in realtà, sostiene Rousseau, si è solo depravato.
Nel Parco dei Mostri di Bomarzo è presente una famosa statua di Glauco-Proteo.
Al centro della Fontana delle Naiadi in piazza della Repubblica a Roma esiste una statua a lui dedicata.
- Eschilo scrisse un'opera (oggi perduta) intitolata Glaucus Pontius[15].
- Callimaco scrisse Glaucus[16].
- Velleio Patercolo menzionò un'esibizione di Plancus nel ruolo di Glauco durante una festa[17].

Glauco è citato nell'Adone di Giovanni Battista Marino e nel Paradiso di Dante.